# Wereldkampioenschappen openwaterzwemmen 1994
Openwaterzwemmen was een van de vijf sporten die deel uitmaakte van de Wereldkampioenschappen zwemsporten 1994, de andere sporten waren Zwemmen, Schoonspringen, Synchroonzwemmen en Waterpolo. De wedstrijden vonden plaats van 1 tot en met 11 september 1994 in Rome, Italië.

## Medaillespiegel
| Plaats | Land      | Goud | Zilver | Brons | Totaal |
| 1      | Australië | 1    | 1      | 1     | 3      |
| 2      | Canada    | 1    | 0      | 0     | 1      |
| 3      | Hongarije | 0    | 1      | 0     | 1      |
| 4      | Rusland   | 0    | 0      | 1     | 1      |
| Totaal | Totaal    | 2    | 2      | 2     | 6      |

## Podia
| Afstand:             | Goud:                        | Tijd    | Zilver:               | Tijd    | Brons:                         | Tijd    |
| Mannen 25 kilometer  | Greg Streppel Canada         | 5:35.26 | David Bates Australië | 5:36.31 | Aleksey Akatyev Rusland        | 5:37.26 |
| Vrouwen 25 kilometer | Melissa Cunningham Australië | 5:48.25 | Rita Kovács Hongarije | 5:50.13 | Shelley Taylor-Smith Australië | 5:53.12 |

Perth 1991 · 
Rome 1994 · 
Perth 1998 · 
Honolulu 2000 · 
Fukuoka 2001 · 
Sharm el-Sheikh 2002 · 
Barcelona 2003 · 
Dubai 2004 · 
Montréal 2005 · 
Napels 2006 · 
Melbourne 2007 · 
Sevilla 2008 · 
Rome 2009 · 
Roberval 2010 · 
Shanghai 2011 · 
Barcelona 2013 · 
Kazan 2015 · 
Boedapest 2017 · 
Gwangju 2019 · 
Boedapest 2022 · 
Fukuoka 2023 · 
Doha 2024